# Базилика Святого Антония Падуанского (Нукуалофа)
Базилика Святого Антония Падуанского — католический храм в Нукуалофа, столице Тонги. Единственная базилика в Тонге. Находится на улице Taufa' ahau road. Храм, находящийся рядом с королевскими усыпальницами, является значимой достопримечательностью Нукуалофа.
Члены королевской семьи династии Топуо являются прихожанами этой церкви.
Строительство современного храма святого Антония Падуанского началось в 1977 году. В 1980 году состоялось освящение храма, которое совершил епископ Тонги Пателисио Пуноу-Ки-Хихифо Финау. Римский папа Иоанн Павел II удостоил храм статуса малой базилики.
В 2018 году при базилике началось строительство начальной школы Святого Франциска Ассизского.
Базилику Святого Антония Падуанского не следует путать с собором Непорочного Зачатия Пресвятой Девы Марии, находящимся также в Нукуалофа на улице Vuna Road.